# الوحيدة (دبي)
الوحيدة هو حي يقع في إمارة دبي في الإمارات العربية المتحدة ويبلغ عدد سكانها (9,856) نسمة. ووصل في العام 2023 إلى (21,969) نسمة بكثافة سكانية تعادل (15,337) فرد/كم²بحسب بيانات مركز دبي للإحصاء. تقع الوحيدة شرق دبي في منطقة ديرة، ويحدها من الشمال ميناء الحمرية، ومن الغرب أبو هيل، ومن الشرق الممزر، ومن الجنوب هور العنز. يشكل الطريقان D 92 (طريق الخليج) وD 89 (طريق الرشيد) الأطراف الشمالية والجنوبية لمدينة الوحدة. وتعتبر محطتي مترو القيادة وأبو هيل أقرب محطتي مترو إلى المنطقة، ويعتقد أن سبب التسمية يعود لوجود نخلة وحيدة فيها.
الوحيدة هي في المقام الأول مجتمع سكني يضم مزيجًا من الشقق منخفضة الارتفاع والفلل المستقلة والمنازل المستقلة. تقع قنصليتا الفلبين وسوريا في الوحيدة.